# Жаркент-Арасан
Жарке́нт-Араса́н (каз. Жаркент-Арасан) — село у складі Панфіловського району Жетисуської області Казахстану. Входить до складу Улкенагаський сільського округу.
Населення — 37 осіб (2021; 67 у 2009, 65 у 1999, 134 у 1989).